# Joshua Millner
Joshua Millner (n. 5 iulie 1847, Dublin, Regatul Unit al Marii Britanii și Irlandei – d. 16 noiembrie 1931, Baile Átha Cliath, Statul Liber Irlandez) a fost un trăgător de tir ce a reprezentat Regatul Unit al Marii Britanii și al Irlandei de Nord, medaliat olimpic. A participat la o ediție a Jocurilor Olimpice (1908) în care a câștigat o medalie de aur.

## Participări
Lista de mai jos prezintă principalele competiții la care a participat Joshua Millner de-a lungul carierei.
- shooting at the 1908 Summer Olympics – men's 1000 yard free rifle[*]